# Flight Festival
Flight Festival este un festival de muzică din România, care se desfășoară în fiecare an la Muzeul Satului din Timișoara.
Festivalul îmbină muzica, arta și tehnologia, având mai multe zone de festival, cum ar fi: zone destinate pentru copii, workshop-uri și ateliere, zone pentru activități sportive, zone de relaxare, zone pentru proiecții de film și teatru etc.

## Istoric
Prima ediție a avut loc în 2019, organizatorii festivalului fiind Fundația Academică Culturală din Timișoara în colaborare cu societatea New Promo Mod SRL.

## Ediții

### 2019
Prima ediție a avut loc între 27 și 29 septembrie, din line-up-ul evenimentului făcând parte artiști ca: ATB, Vama, Brooks, The Motans, Dirty Nano, Grasu XXL, Guess Who, Macanache, Andre Rizo sau Paul Damixie.

### 2020
Ediția din 2020 a avut loc, începând cu 28 august, timp de 10 zile, fiind afectată de pandemia COVID, line-up-ul fiind format doar din artiști români: Carla’s Dreams, Irina Rimes, Grimus, Toulouse Lautrec, K-lu, Phaser, R.U.A, Persona, Allover sau Kings are overrated.

### 2021
Ediția din 2021 a avut început in 20 august și a durat 13 zile și i-a avut invitați pe: Stefan Biniak, Vito Mendez, Delia, Vunk, Vanotek & Muse Quartet, Jean Gavril, Mark Stam sau DJ Dark. De asemenea, au avut loc piese de teatru cu actori ca: Maia Morgenstern, Marian Râlea, Dana Rogoz, Claudiu Istodor, Rodica Mandache, Florentina Țilea, Ionuț Vișan, Elvira Deatcu, Ioana Bugarin sau Ruxandra Maniu.

### 2022
Cea de-a patra ediție a festivalului a avut loc între 2 și 4 septembrie, având invitați ca: JP Cooper, Sigma, Sigala, Dubioza Kolectiv, Subcarpați, Carla's Dreams, Zdob și Zdub, The Motans, Grasu XXL sau Dirty Nano și atrăgând 50.000 de persoane.

### 2023
La cea de-a cinea ediție, 2023 fiind anul în care Timișoara este una dintre Capitalele Culturale Europene, Flight Festival a colaborat cu alte două festivaluri din Timișoara, VEST FEST și Magnetic, pentru a se defășura sub un singur nume, DISTRICT23. Acesta va avea loc între 16 și 18 iunie și îi va avea ca invitați pe: Rag'n'Bone Man, Clean Bandit, Tom Odell, John Newman, Delia, Connect-R sau trupa S.A.R.S., fiind regizate și piese de teatru, în perioada martie - noiembrie, cu actori ca: Claudiu Bleonț, Magda Catone, Pavel Bartoș sau Raluca Aprodu.